# Stambolijski (gmina)
Stambolijski (bułg. Община Стамболийски) – gmina w południowej Bułgarii, w obwodzie Płowdiw.

## Miejscowości
Miejscowości wchodzące w skład gminy Stambolijski:
- Joakim Gruewo (bułg. Йоаким Груево),
- Kurtowo Konare (bułg. Куртово Конаре),
- Nowo seło (bułg. Ново село),
- Stambolijski (bułg. Стамболийски) – siedziba gminy,
- Triwodici (bułg. Триводици).